# 室町ちばぎん三井ビルディング
室町ちばぎん三井ビルディング（むろまちちばぎんみついビルディング）は、東京都中央区日本橋室町に所在するビルである。三井不動産が官民地元と一体で進めた「室町東地区開発計画」の第2期として建設された。商業区画はCOREDO室町3（コレドむろまちスリー、コレド室町3）の名称が付されている。
第57回BCS賞（日本橋室町東地区開発）、平成28年度土地活用モデル大賞（国土交通大臣賞）、第14回照明デザイン賞（優秀賞） を受賞。

## 概要
中央通りと江戸桜通りに面した敷地に所在する高層部に賃貸オフィス、低層部に物販中心の商業施設とともに各種イベント利用を想定したホールなどを配置した地下4階、地上17階からなる複合ビルである。
東京メトロ銀座線・東京メトロ半蔵門線三越前駅および東日本旅客鉄道（JR東日本）総武快速線新日本橋駅に直結している。

## COREDO室町3
地下1階から地上4階部分がCOREDO室町3となり、メインエントランスは日本橋三越本店に対面する中央通りに設け、地下1階には地下鉄銀座線三越前駅のコンコースから直接アプローチできるエントランスも配置した。再開発で整備されたCOREDO室町1・2・3を結ぶ「江戸桜通り地下歩道」は、イベントスペースとして使われるほか、災害時には帰宅困難者の一時滞在施設として開放される。
1階に千葉銀行東京営業部、4階にアートギャラリーである「ちばぎんひまわりギャラリー」があり、千葉銀は移転を機に主に都内の上場企業との取引を強化する方針を打ち出している。3階には各種イベント利用を想定した和の三井ホールとなることを企図した「橋楽亭/囲庵」を設けたほか、飲食・物販・サービスなど36店が営業し、仲通り沿いには路面店も配置している。

## オフィスエリア
5階以上がオフィスフロアで、オフィスエントランスは商業エントランスとは面を違え、江戸桜通りに幅約12m、高さ約15mの門構えとして設え、地下1階エントランスは、地下鉄銀座線三越前駅のコンコースから、地下歩道を介してアプローチすることが可能となっている。
基準階は約312坪の中央通りおよび江戸桜通りに面するL字型の執務スペースを確保し、最大2分割まで可能とした。

### オフィスに入る主な企業・団体
- 5階：千葉銀行東京営業部
- 8階：日本医療研究開発機構創薬事業部東日本統括部
- 10階：中国銀行東京支店[10]、ダイテック本社
- 12階：三井住友トラスト不動産日本橋営業センター、にんべん本社
- 13階 - 16階：千葉銀行、ちばぎん総合研究所東京分室、T&Iイノベーションセンター本社

## 美術展示スペース
美術展示スペース「ちばぎんひまわりギャラリー」は2014年3月にCOREDO室町3の4階に開設された。前身は東京都中央区日本橋のちばぎんビル2階（東京営業部2階）にあった常設画廊の「ちばぎんアートギャラリー」で、千葉県ゆかりの美術家らが新作を発表したり研究発表を行う場となっていた。その後、ビル建て替えに伴い2010年にいったん閉館した。
2014年3月に「ちばぎんひまわりギャラリー」がCOREDO室町3の4階に開設され、企画展や千葉県ゆかりの作家による公募展が実施されてきた。「ちばぎんひまわりギャラリー」は2024年12月29日をもって閉廊することが発表されている。

## ギャラリー

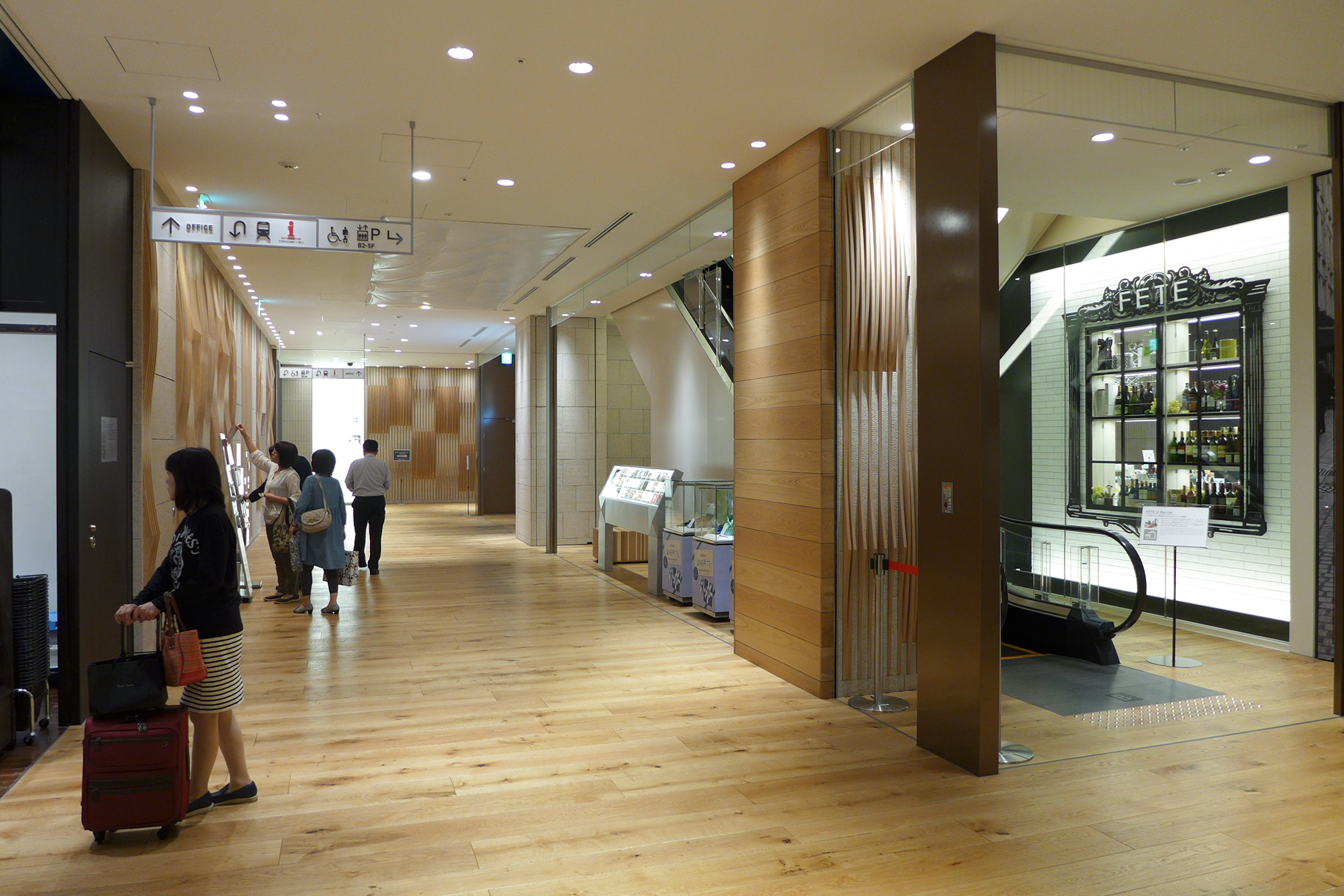
地下1階
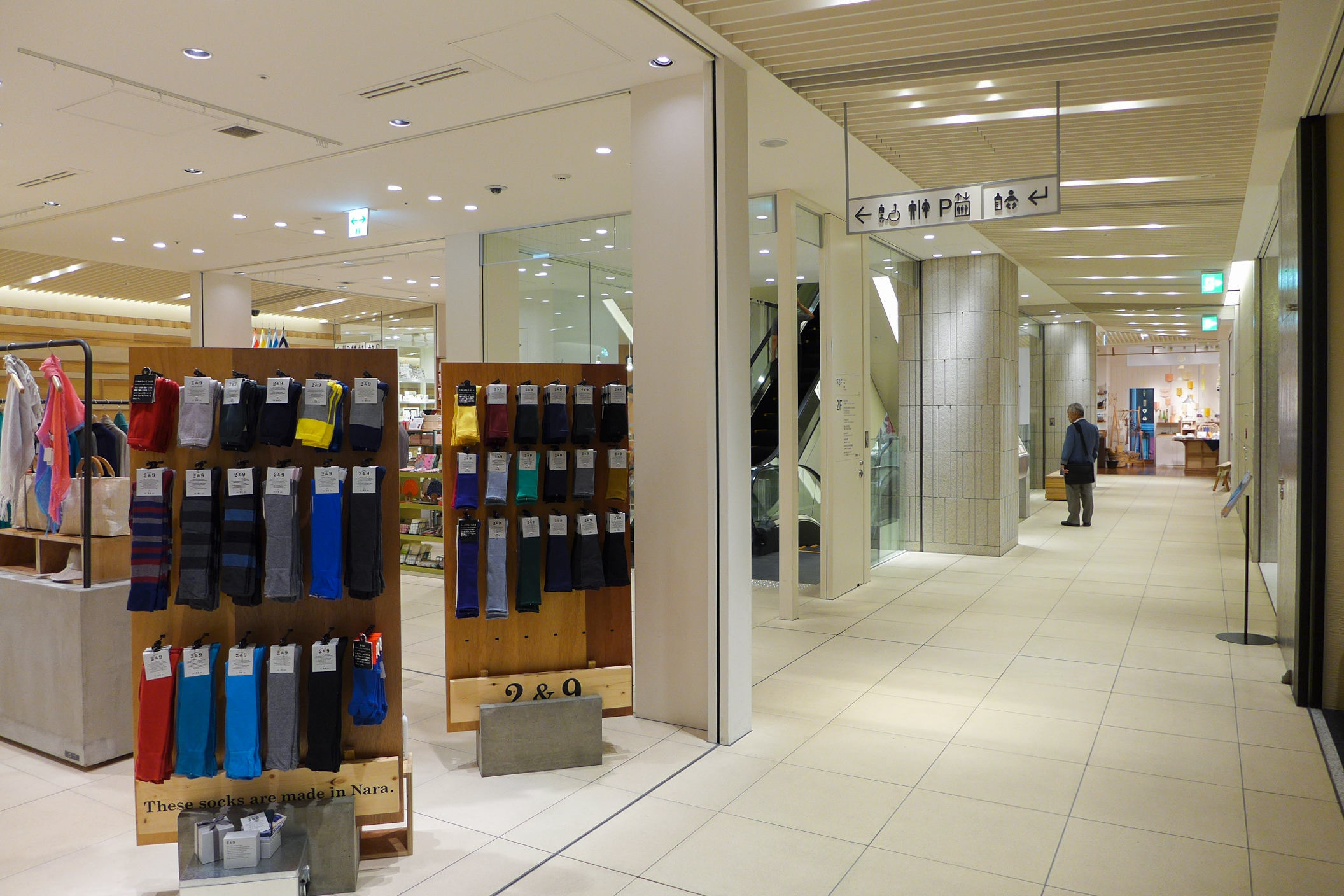
2階
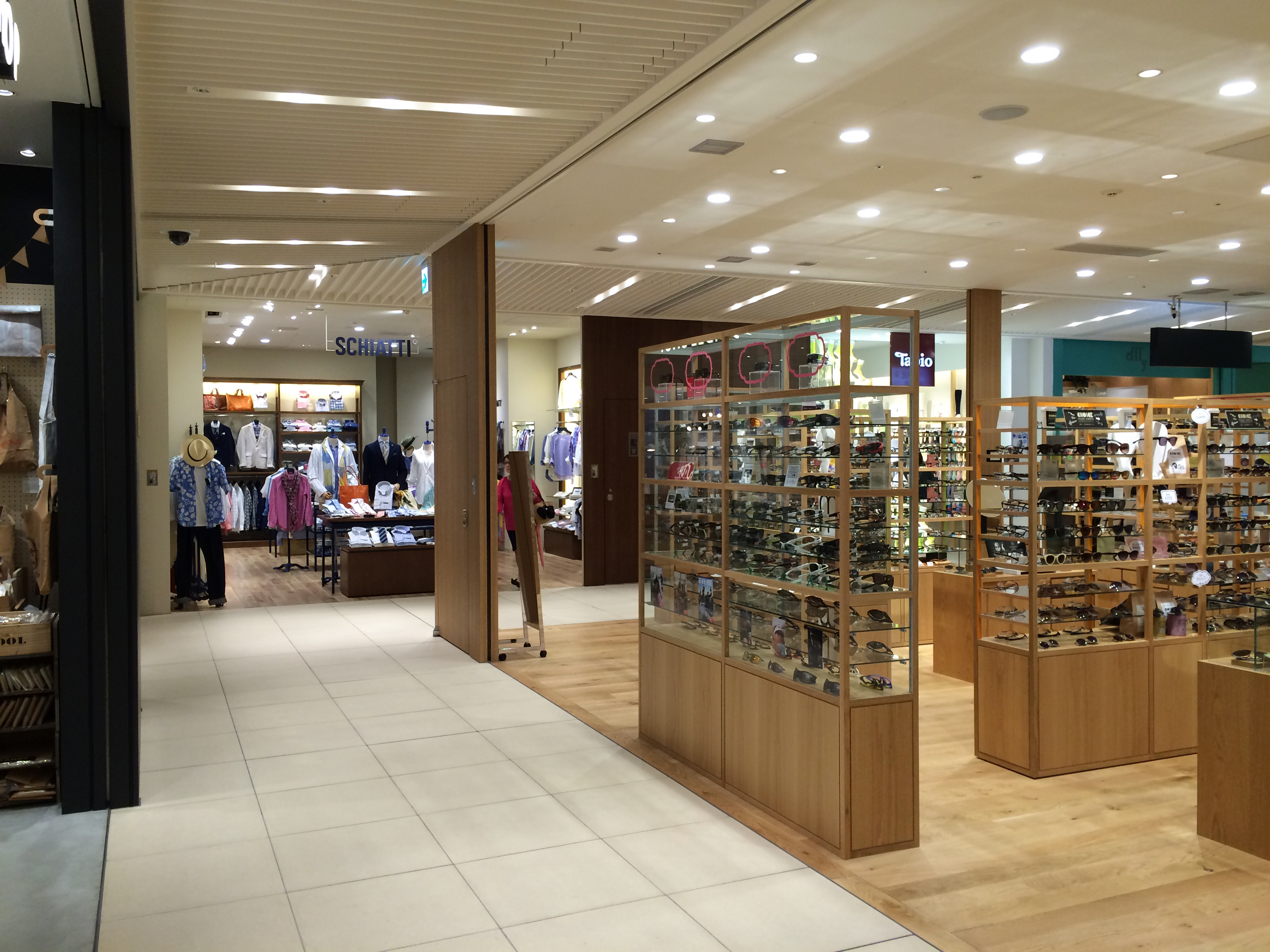
3階
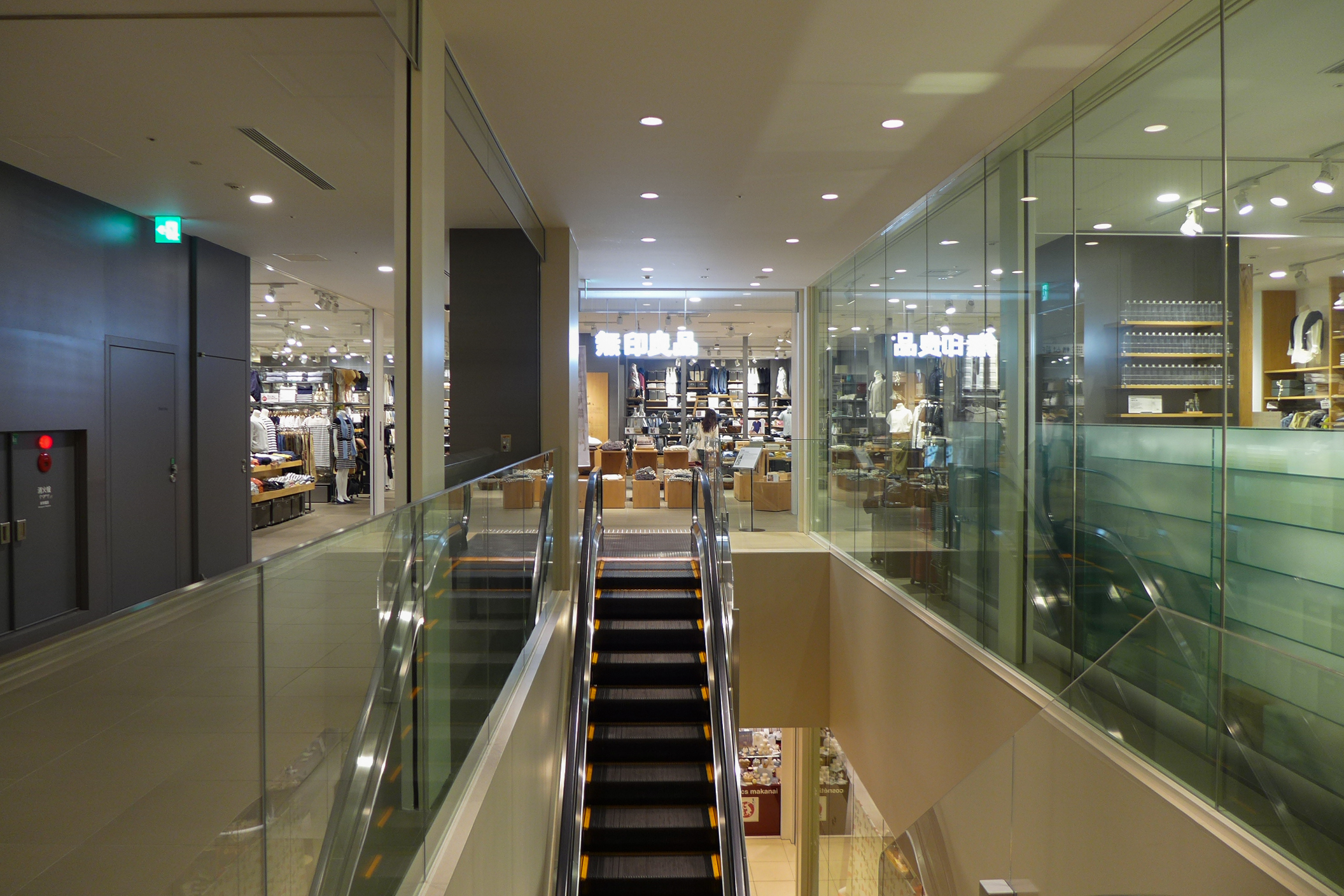
4階